# Elecciones federales de Alemania Occidental de 1961
Las elecciones federales de Alemania Occidental de 1961 tuvieron lugar el domingo 17 de septiembre del mencionado año con el objetivo de renovar los 499 escaños electos del Bundestag (Dieta Federal) para el período 1961-1965, con 22 delegados sin derecho a voto en representación de Berlín Oeste, dando un total de 521 escaños parlamentarios. Fueron las cuartas elecciones desde el fin de la Segunda Guerra Mundial y la partición de Alemania. Asimismo, los comicios tuvieron lugar en un ambiente tenso, pues se realizaron casi exactamente un mes después de que se construyera el Muro de Berlín.
Estos comicios marcaron un punto de inflexión en la historia electoral alemana. la oficialista Unión o CDU/CSU (alianza entre la Unión Demócrata Cristiana y la Unión Social Cristiana de Baviera), liderada por el Canciller Konrad Adenauer, obtuvo una cuarta victoria consecutiva con el 45.32% de los votos y 251 de los 521 escaños, a 10 de renovar la mayoría absoluta obtenida en las anteriores elecciones. El Partido Socialdemócrata (SPD), principal partido de la oposición, bajo el liderazgo renovador de Willy Brandt, logró un enorme incremento electoral al obtener el 36.22% y 203 bancas, logrando capitalizar por sí solo más de un tercio de los votos por primera vez desde la primera elección de la República de Weimar, en 1919; además de posicionarse primero en votos y escaños por delante de la CDU, que solo tenía 201 escaños sin su hermanamiento con la CSU. El Partido Democrático Libre (FDP), que había sufrido dos debacles consecutivas desde la primera elección en 1949, experimentó también un feroz resurgimiento con Erich Mende como líder al duplicar su voto popular con un 12.77% y obtener los 67 escaños restantes. El Partido Alemán (DP), hasta entonces cuarta fuerza con 17 escaños, se había disuelto a principios de año para unirse con el Bloque Pangermánico y fundar juntos el Partido Pangermánico (GDP), que se estrelló en las elecciones sin superar el millón de votos ni obtener un solo escaño. La Unión Alemana de la Paz (DFU), fuerza que tenía fuertes vínculos con el SED (partido hegemónico de la Alemania Oriental) obtuvo solo el 1.93% de los sufragios. Las demás fuerzas, todas juntas, obtuvieron el 1% restante. La participación electoral, por primera vez desde la elección de 1949, dejó de aumentar con respecto a la anterior elección, aunque solo se redujo tres milésimas, y se ubicó en un 87.74%, con respecto al 87.77% de 1957.
Las elecciones de 1961 afianzaron el control de la CDU/CSU y del SPD sobre sus respectivos electorados de centroderecha y centroizquierda, y consolidaron el papel del FDP como definitorio para la formación de gobiernos. Sin ninguna otra fuerza aparte de la CDU/CSU, el SPD, y el FDP que obtuviera representación, el statu quo político salido de estos comicios se mantendría hasta la irrupción del partido Los Verdes en las elecciones de 1983. Hasta entonces, la Unión o el SPD obtendrían la primera minoría y luego alguno de los dos lograría formar gobierno con el FDP (exceptuando en 1966, cuando se produjo una gran coalición entre el SPD y la CDU/CSU), sin que hubiera otras fuerzas representadas en el Bundestag.
Con este resultado, y a pesar de que Erich Mende trató de presionar a la dirigencia de su partido para que no apoyara nuevamente a Adenauer, el canciller logró formar un nuevo gobierno con el FDP el 14 de noviembre de 1961. El 15 de diciembre de ese mismo año, al cumplir 12 años y 91 días de gobierno, Adenauer superó a Adolf Hitler como el segundo Canciller alemán con más tiempo en el cargo, quedando solo por detrás de Otto von Bismarck (22 años, 8 meses y 19 días). Posteriormente lo superaría también Helmut Kohl (1982-1998) con 16 años y 26 días. Debido al Escándalo Spiegel, Adenauer aceptó renunciar antes del final del mandato, en octubre de 1963, siendo suplantado por Ludwig Erhard.

## Antecedentes
Durante el tercer mandato de Konrad Adenauer, el anciano líder, de 85 años para el momento de las elecciones, empezó el declive de los gobiernos democratacristianos, hasta entonces en su apogeo. Finalizando la década de 1950, el gobierno de los Estados Unidos comenzó a presionar al gobierno germanoccidental para que reconociera la Línea Óder-Neisse y aceptara la pérdida total de los antiguos territorios orientales de Alemania ante Polonia, Checoslovaquia y la Unión Soviética (pérdidas que la República Democrática Alemana ya reconocía). Aunque Adenauer se mostró dispuesto a dar reconocimientos implícitos firmando pactos de no agresión con los países implicados (teniendo por sentado que solo por la fuerza se podría recuperar dichos territorios), durante el año 1959 recibió un aluvión de protestas y cartas de queja de parte de alemanes nacidos en aquellos territorios que amenazaban con no volver a votar nunca a la CDU si se firmaban dichos pactos, logrando que el gobierno diera marcha atrás.
Otro escándalo ese mismo año, relacionado con el descubrimiento de que el ministro de Refugiados Theodor Oberländer había cometido crímenes de guerra contra judíos y polacos durante la última etapa del régimen nazi y la negativa de Adenauer a despedirlo de inmediato (aunque renunció finalmente en mayo de 1960), socavaron la popularidad del gobierno y la imagen de Adenauer dentro de su propio partido, pues muchos dirigentes demócratacristianos intentaron convencer a Adenauer de despedir a Oberländer antes de la renuncia de este.
La victoria electoral en Estados Unidos del candidato demócrata John F. Kennedy, que consideraba a Adenauer una "reliquia del pasado" y a quien Adenauer tenía por "indisciplinado e ingenuo", provocó tensiones entre ambos que afectaron la hasta entonces sumamente estrecha relación entre Alemania Occidental y los Estados Unidos. Otro punto en contra del gobierno demócratacristiano fue su política con respecto a la división de Berlín y la posición de Berlín Oeste como parte integral de la República Federal (a pesar de que legalmente no lo era, estaba considerada dentro de su espacio económico y tenía representación delegativa sin derecho a voto en el Bundestag). La construcción del Muro de Berlín por parte del régimen de la República Democrática Alemana en agosto de 1961, tan solo un mes antes de las elecciones, hicieron que el liderazgo de Adenauer se viera débil, debido a su falta de acción efectiva sobre la ciudad.

## Sistema electoral
Las leyes electorales, fuera del hecho de que el Bundestag tiene un mandato de cuatro años y que toda persona mayor de edad (a partir de los 18) tiene derecho a votar y ser elegida (principios consagrados en la Ley Básica), están regulados por la Ley Electoral Federal. De los 521 escaños del Bundestag, 499 son elegidos por sufragio universal para un mandato de cuatro años reelegibles mediante un sistema mixto que combina representación proporcional por listas con escrutinio mayoritario uninominal. Aunque Berlín Oeste formalmente no formaba parte de Alemania Occidental, tenía 22 delegados sin derecho a voto designados de manera proporcional a la legislatura local de la ciudad, completando el total de 521 escaños parlamentarios.
De los 499 escaños electos, 247 escaños son elegidos mediante sistema uninominal, con el país dividido en 247 distritos que representaban un diputado cada uno. Los 252 restantes serían distribuidos proporcionalmente con base en los votos recibidos por la lista de cada partido a nivel nacional. Desde 1953, los alemanes deben emitir dos votos, uno para el candidato presentado por el partido de su elección en su distrito federal (Erststimme o Primer Voto), y otro para la lista del partido a nivel nacional (Zweitstimme o Segundo Voto). La práctica común es que los candidatos uninominales directos también se colocan en las listas electorales en las clasificaciones más altas como una alternativa si no ganan en sus distritos.
La cláusula del cinco por ciento establece que cada partido debe recibir, al menos, el 5% de los votos a nivel nacional para acceder a la representación parlamentaria, permitiendo que los partidos que no hayan recibido escaños uninominales, pero sí hayan obtenido más del 5%, puedan tener representación.

## Campaña

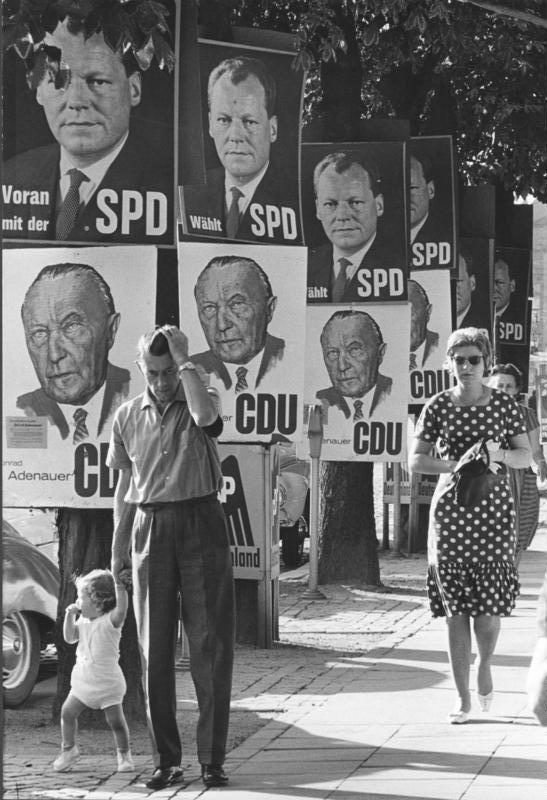
Carteles electorales del SPD y la CDU en Bonn.

El Partido Socialdemócrata realizó una inteligente jugada al presentar como candidato a Canciller a Willy Brandt, alcalde de Berlín Oeste, estableciendo un marcado contraste con la política del oficialismo, que mantenía casi políticamente aislada a la ciudad. Con 48 años (casi la mitad de la edad de Adenauer), Brandt promovió una reforma interna dentro del SPD, que cortó sus últimos vínculos con el marxismo en su programa electoral en 1959 y abrazó completamente una plataforma progresista de centroizquierda. A pesar de que grupos internos dentro de la CDU/CSU presionaron para que Adenauer se retirara y la Unión presentara a un candidato más joven, capaz de competir contra Brandt, el anciano canciller anunció que buscaría un cuarto mandato. Luego del anuncio, el Partido Democrático Libre, que hasta 1957 había formado parte de la coalición gubernamental, lanzó un nuevo eslogan de campaña "Con CDU, pero sin Adenauer".
Durante un discurso el 14 de agosto, en Ratisbona, Baviera, Adenauer cometió un desastroso error de juicio al insultar a Brandt por su origen como hijo ilegítimo de una madre soltera, afirmando que eso lo inhabilitaba para cualquier tipo de cargo público. Por su parte, Brandt gozó de una alta popularidad por su protesta enérgica durante todo el período de campaña contra la construcción del Muro de Berlín, siendo el único funcionario en hacerlo activamente. La respuesta lenta y aparentemente poco interesada de Adenauer también afectó su imagen en comparativa. Aunque los ataques personales y exabruptos de Adenauer contra Brandt fueron muy beneficiosos para los socialdemócratas, con el fin de establecer un contraste y perfilar a Brandt como una alternativa joven y moderna contra el conservadurismo social retrógrado percibido por el electorado sobre Adenauer, la campaña de Brandt también fue criticada. Observadores lo cuestionaron alegando que estaba "copiando vergonzosamente a Kennedy". A pesar de que la representación de Brandt como un "Kennedy alemán" atrajo muchos votantes, el hecho de que, al mismo tiempo de la campaña, el gobierno de Kennedy no hubiera respondido de manera más enérgica a la construcción del Muro, jugó un papel muy importante en el fracaso de la campaña del SPD.
Además de las cuestiones políticas internas y externas, la campaña de Brandt se centró por primera vez en cuestiones ecológicas, destacando su frase "Blauer Himmel über dem Ruhrgebiet" (El cielo sobre la Región del Ruhr debe volver a ser azul) durante un discurso en Bonn en el que denunció el aumento de la contaminación, aduciendo una falla estatal, y declaró que el SPD debía buscar la "justicia social por medio de una política ambiental organizada". Estas declaraciones, sin precedentes al momento de su emisión, llevaron por primera vez al debate sociopolítico los temas ecológicos, y posicionaron a Brandt como un pionero en este ámbito. Durante su posterior gobierno (1969-1974) se crearía por fin una autoridad ambiental federal.
En el plano de los demás partidos, la campaña de la Unión Alemana de la Paz (DFU), favorable a la reunificación con Alemania Oriental, estuvo a cargo del editor del periódico Konkret, Klaus Rainer Röhl. Utilizó la fotografía del popular ganador del Premio Nobel de la Paz, Albert Schweitzer, con uno de los tres líderes del partido, Renate Riemeck. Schweitzer declaró posteriormente que había autorizado el uso de su nombre, no de su fotografía, pero que de todas formas no haría nada al respecto.

## Resultados
|  | 36.32 % |

|  | 35.76 % |

|  | 9.70 % |

|  | 9.56 % |

|  | 46.02 % |

|  | 45.32 % |

|  | 36.47 % |

|  | 36.22 % |

|  | 12.08 % |

|  | 12.77 % |

|  | 2.68 % |

|  | 2.76 % |

|  | 1.84 % |

|  | 1.93 % |

|  | 0.76 % |

|  | 0.83 % |

|  | 0.08 % |

|  | 0.08 % |

|  | 0.07 % |

|  | 0.09 % |

|  | 0.00 % |

|  | 0.01 % |

|  | 97.05 % |

|  | 96.05 % |

|  | 2.95 % |

|  | 3.95 % |

|  | 100.00 % |

|  | 100.00 % |

|  | 87.74 % |

## Consecuencias
Una vez finalizada la elección, con un parlamento sin mayoría, quedó a elección del Partido Democrático Libre cual de los dos partidos principales formaría el gobierno. El candidato a Canciller del FDP, Erich Mende, declaró su intención de que el partido cumpliera su promesa de campaña de rechazar toda coalición con el grupo CDU/CSU que incluyera a Adenauer. Mende afirmó que el crecimiento experimentado por el FDP se dio en su primera elección como oposición, en comparación con sus dos debacles anteriores, cuando formaba parte de gobiernos de coalición con los demócratacristianos, pero que este crecimiento se había dado incluso a pesar de que el FDP estuviera de acuerdo en apoyar un gobierno de centroderecha, lo cual en su opinión constituía una clara señal de que la mayoría del electorado liberal estaba específicamente en contra de mantener a Adenauer. Sin embargo, el liderazgo del FDP resolvió ingresar en una nueva coalición con la CDU/CSU. Sin embargo, impuso una serie de condiciones: Adenauer debía renunciar antes de que la legislatura finalizara y debía reemplazar a su ministro de Asuntos Exteriores. Adenauer aceptó el pacto, y entregó al FDP la vicecancillería. Mende, a quien le hubiera correspondido asumir como vicecanciller, rechazó el trato, aunque finalmente asumiría en 1963, habiendo tenido lugar la dimisión de Adenauer.